# Доманівський заказник
Доманівський — лісовий заказник місцевого значення, об'єкт природно-заповідного фонду України. Розташований на території Ратнівського району Волинської області, ДП «Ратнівське ЛМГ», Жиричівське лісництво, квартал 20, виділ 3.
Площа — 0,9 га, статус отриманий у 1983 році.
Статус надано з метою охорони та збереження у природному стані високобонітетної ділянки лісу природного походження, де зростає ялина європейська (Picea abies) віком близько 90 років. Дана лісова ділянка включена в обласний насінневий фонд.